# Джаффри, Раза
Раза Джаффри (англ. Raza Jaffrey; род. 28 мая 1975) — британский актёр и певец, известный по роли Зафара Юниса в шпионской драме канала BBC One Призраки. В 2014 году он сыграл Аасара Хана, шефа по борьбе с терроризмом в МР Пакистана в четвёртом сезоне телесериала канала Showtime Родина. В настоящее время играет доктора Нила Хадсона в медицинской драме канала CBS Реанимация.

## Ранние годы
Раза родился в Ливерпуле, Мерсисайд, в семье индийского морского капитана и англичанки из Ливерпуля. Он вырос в Лондоне и с 1986 по 1991 год учился в Dulwich College вместе с ещё одним актёром из сериала Призраки — Рупертом Пенри-Джонсом. Раза изучал английский язык и драму в Манчестерском Университете и актёрскую игру в театральной школе Bristol Old Vic. Окончив Манчестерский Университет, он присоединился в качестве пилота к Королевским ВВС — Раза с детства мечтал быть пилотом, как его дядя.
Во время учёбы в университете Раза появился во множестве театральных постановок на фестивале Edinburgh Festival Fringe, включая такие пьесы как Генрих VIII и Комедия ошибок. В последний год обучения в Манчестере он сотрудничал с помощником директора Королевской шекспировской компании Грэгори Дораном, что стало одной из причин, которые привели Разу в Bristol Old Vic Theatre School, чтобы стать профессиональным актёром. Во время пребывания в Манчестере Джаффри также выступал как солист джаз-фанк группы. Ещё Раза участвовал в Топ-модель по-американски.

## Карьера
Джаффри много работал на сцене, сыграв в таких спектаклях как Ромео и Джульетта в театре Haymarket Theatre, Сирано Де Бержерак в театре Royal, Восток есть восток в Oldham Coliseum и 14 песен, 2 свадьбы и похороны в театрах Lyric Hammersmith и Birmingham Repertory Theatre. Его прорыв случился в 2001 году, когда его приняли в основной состав постановки Mamma Mia! в театре Prince Edward Theatre в Лондоне, под режиссёрством Филлиды Ллойд. После этого Раза получил главную роль в спектакле Эндрю Ллойда Уэббера по А. Р. Рахману «Бомбейские мечты» в театре Apollo, режиссёром которого выступил Стивен Пимлотт. За свою работу Раза получил хорошие отзывы критиков, BBC назвало его "самым волнующим новым исполнителем главной роли в Лондонской музыкальной пьесе со времен Хью Джекмана, который блистал в National Theatre production of Oklahoma.
После ухода из «Бомбейских мечтаний» Джаффри появился в сериале канала ITV1 Отдел по расследованию убийств, в совместном проекте каналов HBO и Би-би-си Грязная война и в трёх частях драмы канала BBC Life Isn’t All Ha Ha Hee Hee. В 2005 году он начал сниматься в роли Зафара Юниса в шпионской драме канала BBC One Призраки.
В это время Раза возвращается на сцену, чтобы сыграть Орсино в шекспировской Двенадцатой ночи в Albery Theatre в Лондоне. Также он прошёл пробы на роль в фильме Дэвида Кроненберга Порок на экспорт.
Джаффри ушёл из Призраков, чтобы присоединиться к драме канала BBC Любовницы. Также он снялся в фильмах Риск стрелка Шарпа и Infinite Justice , за который получил награду на фестивале Kara Film Festival в номинации «Лучший актер второго плана», Потому что мы банда и Гарри Браун. В 2010 году Джаффри появился в фильме Секс в большом городе 2 в роли Гурава. Дальше была роль Майка в комедии BBC1 Accidental Farmer.
В 2001 году Раза появился в роли суперзлодея Кейна в сериале канала NBC Плащ. В 2012 году на экраны вышел сериал Стивена Спилберга Смэш, в котором он сыграл Дэва, бойфренда-англичанина восходящей звезды Бродвея. Во втором сезоне Раза в сериал не вернулся.
Джаффри продолжает свою певческую карьеру и успешно выступает с концертами, включая выступление в London Palladium вместе с Королевским филармоническим оркестром и с BBC Concert Orchestra для BBC Radio 2. Также Раза создатель и сопродюсер танцевального шоу RED, сочетающего в себе множество стилей и движений родом из Индии. Раза исполнил роль Билли Флинна в мюзикле Чикаго в театре Garrick в Лондоне.

## Личная жизнь
С первой женой Мирандой Рэйсон Джаффри познакомился на съемках сериала Призраки. Они поженились в сентябре 2007 года, вскоре после того, как он покинул шоу. Пара развелась в ноябре 2009 года.
С актрисой Ларой Пулвер Раза начал встречаться в 2012 году, а 27 декабря 2014 году они сочетались браком.

## Фильмография

### Фильмы
| Год  | Название                | Роль         |
| ---- | ----------------------- | ------------ |
| 2004 | Грязная война           | Рашид Дар    |
| 2006 | Infinite Justice        | Камаль Кхан  |
| 2007 | Порок на экспорт        | Доктор Азиз  |
| 2008 | Потому что мы банда     | Кит Томпсон  |
| 2009 | Гарри Браун             | Отец Брэкен  |
| 2010 | Секс в большом городе 2 | Батлер Гурав |
| 2015 | The Rendezvous          |              |

### Телевидение
| 1999      | Жители Ист-Энда                     | Мистер Детани               |                    |             |                                                 |             |                    |
| 2002      | Катастрофа                          | Хаккан Тасин                |                    |             |                                                 |             |                    |
| 2004-2007 | Призраки                            | Зафар Юнис                  | 23 серии           |             |                                                 |             |                    |
| 2005      | Отдел по расследованию убийств      | Карим Добар                 | Серия: «Phone Tag» |             |                                                 |             |                    |
| 2005      | Life Isn’t All Ha Ha Hee Hee        | Кришан                      |                    |             |                                                 |             |                    |
| 2008      | Риск стрелка Шарпа                  | Лэнс Найк Сингх             | ТВ-фильм           |             |                                                 |             |                    |
| 2008-2009 | Любовницы                           | Хари                        | 12 серий           |             |                                                 |             |                    |
| 2011      | Плащ                                | Кейн / Реймонде ЛеФлёр Cain | Серия: «Tarot»     |             |                                                 |             |                    |
| 2012      | Смэш                                | Дэв Сундарам                | 1 сезон            |             |                                                 |             |                    |
| 2014      | Смерть в раю                        | Адам Фрост                  |                    |             |                                                 |             |                    |
| 2014      | Однажды в стране чудес              | Тадж                        | 3 серии            |             |                                                 |             |                    |
| 2014      | Закон и порядок: Специальный корпус | Адвокат защиты              | 1 серия            |             |                                                 |             |                    |
| 2014      | Элементарно                         | Эндрю Миттал                | 2 серии            |             |                                                 |             |                    |
| 2014      | Родина                              | Азар Кхан                   | 6 серий            |             |                                                 |             |                    |
| 2015      | Реанимация                          | Доктор Нил Хадсон           | Главная роль       | 2018 - 2021 | Lost in space (Затерянные в космосе) телесериал | Виктор Дхар | 3 сезона, 28 серий |